# Northwest Arm (Halifax Harbour)
Northwest Arm (do 4 kwietnia 1933 North West Arm) – zatoka (arm) zatoki Halifax Harbour w kanadyjskiej prowincji Nowa Szkocja, w hrabstwie Halifax; nazwa North West Arm urzędowo zatwierdzona 1 marca 1921.